# Molkan
Molkan (persiska: ملكن) är en ort i Iran.   Den ligger i provinsen Hormozgan, i den sydöstra delen av landet, 1 200 km sydost om huvudstaden Teheran. Molkan ligger 920 meter över havet och antalet invånare är 571.
Terrängen runt Molkan är huvudsakligen kuperad, men den allra närmaste omgivningen är platt. Runt Molkan är det ganska glesbefolkat, med 25 invånare per kvadratkilometer. Närmaste större samhälle är Pātek, 16,7 km väster om Molkan. Trakten runt Molkan är ofruktbar med lite eller ingen växtlighet.